# Église de Lieto
L'église de Lieto  (en finnois : Liedon kirkko)  ou église Saint-Pierre (en finnois : Pyhän Pietarin kirkko) est une église médiévale en pierre construite à Lieto en Finlande ,,.

## L'église
L'église médiévale est située dans la vallée du fleuve Aura, dans le village d'Hyvättylä à Lieto.
L'église en pierre grise dédiée à saint Pierre l'Apôtre a été construite au XVe siècle,. 
C'est le type d'église en pierre grise le plus simple du sud-ouest de la Finlande, très peu de briques ont été utilisées pour sa construction. 
La nef rectangulaire à trois vaisseaux comporte une sacristie du côté nord et une salle d'armes du côté sud, à l'ouest de l'axe central. 

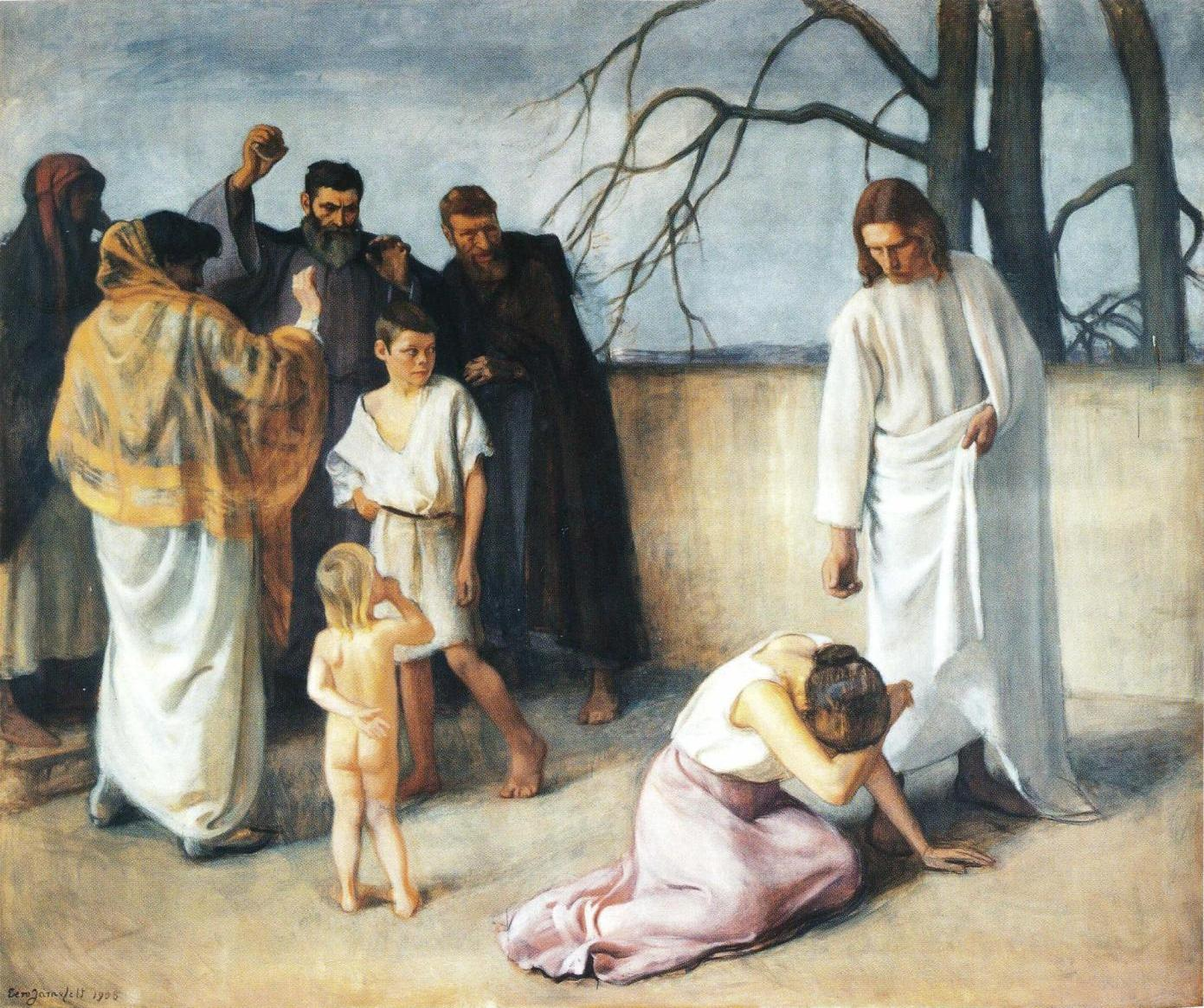
Jésus et la femme adultère peint par Eero Järnefelt.

Un chœur de style néo-gothique en briques rouges a été ajouté à l'extrémité est de l'église en 1902. 
Le retable intitulé Jésus et la femme adultère est peint par Eero Järnefelt en 1908,.
Les peintures ont été restaurées en 1972. Les bancs de l'église, la chaire et les balustrades de l'autel ont été restaurés au début des années 1970. L'intérieur a été conçu par l'architecte Pirkko Stenroos et les textiles par Vuokko Nurmesniemi.

## Le clocher et le cimetière
Le clocher actuel a été construit en 1766 par le bâtisseur d'église Mikael Blomgren. 
La base du clocher est en pierre grise et son toit à une forme de cloche.. 
Au sommet du clocher se trouvent trois cloches de tailles différentes. 
Deux des trois cloches de 1734, 1765 et 1795 sont encore utilisées. 
L'horloge centrale fêlée a été remplacée en 2005.
L'ancienne horloge désaffectée se trouve dans la cour de l'église à côté de l'entrée de la salle d'armes. 
Les cloches ont été électrifiées en 1984..
Le parc de l'église est entouré d'un mur de pierre et d'une clôture en épicéa avec des portails en pierre datant de 1816.